# Textilní továrna Grohmann a spol.
Textilní továrna Grohmann a spol. je objekt bývalé továrny na lněné a bavlněné nitě na katastrálním území Markvartice u Široké Nivy v obci Široká Niva v okrese Bruntál. Továrna byla 10. ledna 2003 Ministerstvem kultury České republiky prohlášena za kulturní památku Česka.

## Historie
Karel Grohmann v roce 1867 založil továrnu na výrobu drátu, řetězů a hřebíků ve Vrbně s pobočkou v Markvarticích. V polovině 19. století přestavěl mlýn v Markvarticích na drátovnu a řetězárnu. V roce 1898 byla přeložena železářská výroba z Markvartic do Bohumína a v roce 1900 objekt zakoupil Emil Grohmann a přestavěl jej na výrobu nití (kolem roku 1910). K pohonu strojního zařízení byla využívána řeka Opava, na jejímž toku ve dvacátých létech 20. století na 12km úseku pracovaly tři turbíny s elektrickými alternátory. Markvartická turbína měla nejvyšší spád 10,4 m, dávala výkon 84 kW při spotřebě 1,43 m³/s. Přebytek elektřiny sloužil k osvětlení domácností blízkých vesnic.
V roce 1948 po znárodnění byla přestavěna na skárnu bavlny. Od roku 1951 byla vlastněna firmou Olomoucký velkoobchod. Vodní elektrárna fungovala až do roku 1964. Bývalé vodní dílo bylo přestavěno firmou GEEN Holding a.s. na malou vodní elektrárnu v blízkosti strojovny mlýna v říčním km 98,550. Z původních objektů je využit jez a odběrný objekt. Nová elektrárna v roce 2017 měla spád 14,5 m a výkon 200 kW.

## Popis
Továrna je zděná stavba členěná na jedno- a dvoupodlažní části na členitém osově symetrickém podélném půdorysu, krytá sedlovými střechami. Hlavní dvoupodlažní budova má v ose průčelí rizalit s hlavním vchodem a po stranách dvě jednopodlažní křídla, kde byly pomocné provozy a sklady. V přízemí je použit železobeton, v patře litinové sloupy. Fasáda je omítaná, členěná římsou a lizénami, které vytvářejí pole, v nichž jsou vždy dvě okna se společným segmentovým záklenkem. Budova strojovny turbíny (zbouraná) se nacházela v ose jihozápadní podélné strany, ke které byla přiváděna voda náhonem ze svahu nad objektem.